# Champ de tir du Bêle
Le champ de tir du Bêle est un ancien centre d'entraînement de l'armée française situé sur la commune de Nantes, dans le département français de la Loire-Atlantique. Lieu d'exécutions d'otages et de résistants par la Wehrmacht entre 1941 et 1943, il est de nos jours un lieu de mémoire et de cérémonies en hommage aux victimes de la Seconde Guerre mondiale.

## Présentation

### Situation
Le champ de tir du Bêle se situe rue Claude et Simone Millot à Nantes, dans le quartier de la Beaujoire au nord-est de la commune. La maison d'arrêt de Nantes, située rue de la Mainguais, a été édifiée sur ce même ancien terrain militaire, un peu plus au Nord-Est.

### Historique
Le champ de tir du Bêle est à l'origine dans le périmètre d'un camp de manœuvres militaire fondé en 1879. Dès la Première Guerre mondiale, le champ de tir est le théâtre d'exécutions capitales de condamnés à morts par les tribunaux militaires. Pendant l'Occupation de la France par l'Allemagne pendant la Seconde Guerre mondiale, il devient le principal lieu d'exécution des résistants à Nantes. Le premier d'entre eux à tomber sous les balles de l'Occupant est Marin Poirier, fusillé le 30 août 1941. L'histoire du lieu est par la suite jalonnée de trois séries d'exécutions :
- le 22 octobre 1941, 16 des 48 otages exécutés en représailles à l'assassinat de Karl Hotz y trouvent la mort. Parmi eux figurent Alexandre Fourny, Léon Jost, André Le Moal et Michel Dabat. Le même jour, 27 autres otages sont exécutés sur le site de la  carrière de la sablière à Châteaubriant (parmi eux, Guy Môquet), et 5 autres au Mont Valérien[2]
- les 29 janvier, 13 février et 7 mai 1943, 37 condamnés à mort y sont exécutés à la suite du « procès des 42 »[n 2], parmi lesquels Gaston Turpin.
- le 25 août 1943, 11 résistants y sont fusillés sur les 15 condamnations à mort à l'issue du « procès des 16 »[n 3], [2].

D'autres exécutions portent le total à 81 personnes fusillées au champ de tir du Bêle pendant la Seconde Guerre mondiale.

### Lieu de mémoire
Le 26 octobre 1947, l'Association Nationale des Familles de Fusillés et Massacrés de la Résistance Française dépose une plaque en marbre sur laquelle est gravé le nom des hommes qui y ont été exécutés. Lors du cinquantième anniversaire de l'exécution des 50 otages en 1991, la municipalité nantaise inaugure le groupe statuaire « Les otages », œuvre de Jules Paressant. En 2011, un totem mémoriel relatant l'histoire de ce lieu est installé. En 2018, une plaque présentant la liste corrigée des 81 hommes exécutés en ces lieux est apposée.

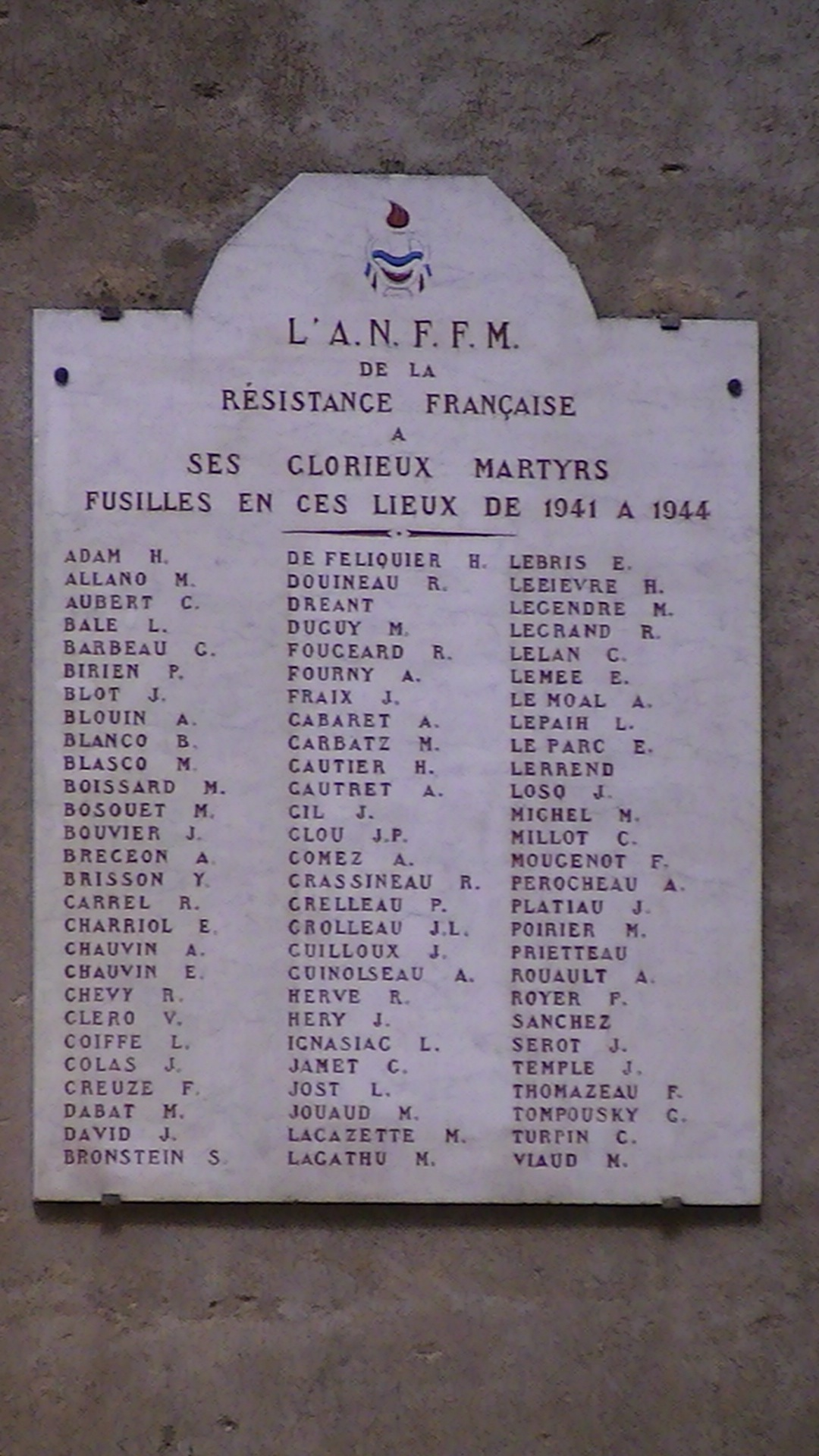
Plaque commémorative du monument des fusillés